# Нагорна Лака
Наго́рна Ла́ка (рос. Нагорная Лака) — село у складі Вадінського району Пензенської області, Росія.
Населення — 24 особи (2010; 41 у 2002).
Національний склад станом на 2002 рік:
- росіяни — 100 %